# Stazione di Tivoli
La stazione di Tivoli è una delle stazioni ferroviarie a servizio del comune di Tivoli. La stazione è ubicata lungo la ferrovia Roma-Pescara.
In occasione del Giubileo del 2000, l'artista Toba Ikuyo ha realizzato il murale policromatico che decora la stazione. Il piazzale è composto da 5 binari per il servizio passeggeri: l'1, il 3 e il 4 vengono utilizzati come capolinea dei treni della FL2 e per le precedenze/coincidenze. Il binario 2 è il binario di corsa, il 5 non viene utilizzato poiché non elettrificato. È presente un piccolo scalo merci composto da altri 5 binari, utilizzati per il ricovero dei treni cantiere.
Essendo Tivoli una delle stazioni più importanti della Roma-Pescara, nessun treno transita (eccetto alcuni diagnostici operati da RFI); e quindi tutti i convogli si fermano per far salire e scendere i viaggiatori.
L'accesso ai binari è garantito da un sottopassaggio pedonale.

## Movimento
La stazione è servita dai treni della linea FL2 (Roma-Tivoli) e dai treni regionali diretti o provenienti da est: Pescara Centrale, Sulmona, Avezzano e Mandela-Sambuci.
I treni in servizio sono svolti principalmente con le seguenti composizioni: locomotiva E.464 + 3 o 4 carrozze MDVE + semipilota MDVC (comunemente nota come "Mazinga"), in uso nelle tratte Roma Termini - Pescara Centrale e Roma Termini - Sulmona.
Invece, nelle tratte Roma Tiburtina - Avezzano, Roma Tiburtina - Mandela-Sambuci e Roma Tiburtina - Tivoli, vengono utilizzati principalmente elettrotreni TAF (Treno Alta Frequentazione), che hanno sostituito le vetuste Piano Ribassato (ormai in disuso a causa dei continui guasti).
Inoltre il 9 marzo 2021 a causa di un guasto nella linea elettrica aerea causato dal fornitore di energia tra Carsoli e Castel Madama hanno temporaneamente sostituito il materiale rotabile nel tratto Tivoli - Avezzano con le ALn 668. Un fatto simile accadde nel 2014, quando eccezionalmente presero servizio anche le D.445.